# Benavarri / Benabarre
Benavarri / Benabarre är en ort i Spanien.   Den ligger i provinsen Provincia de Huesca och regionen Aragonien, i den nordöstra delen av landet, 400 km nordost om huvudstaden Madrid. Benavarri / Benabarre ligger 739 meter över havet och antalet invånare är 1 110.
Terrängen runt Benavarri / Benabarre är huvudsakligen kuperad, men den allra närmaste omgivningen är platt. Runt Benavarri / Benabarre är det mycket glesbefolkat, med 4 invånare per kvadratkilometer. Närmaste större samhälle är Graus, 15,1 km nordväst om Benavarri / Benabarre. Trakten runt Benavarri / Benabarre består till största delen av jordbruksmark.